# Gara Cilibia, Buzău
Gara Cilibia este un sat în comuna Cilibia din județul Buzău, Muntenia, România. Se află în estul județului, în Câmpia Bărăganului.
Acesa a fost un mare sat agricol, pe timpul comunismului